# Aeroporto di Paraparaumu
L'Aeroporto di Paraparaumu (IATA: PPQ, ICAO: NZPP), indicato anche come Aeroporto di Kapiti Coast, è uno scalo aeroportuale neozelandese sito a Paraparaumu, centro turistico affacciato alla Kapiti Coast, nell'Isola del Nord, capoluogo del distretto di Kapiti Coast.
La struttura è posta a un'altitudine di 7 m / 22 ft sul livello del mare ed è dotata di quattro piste pista di cui due con superficie in asfalto, la principale lunga 1350 m e larga 45 m (4 429 per 148 ft) con orientamento 16R/34L e la secondaria 996 per 12 m (3 268 per 39 ft) e orientamento 11L/29R, e due in terra battuta/erba non preparate, la 16L/34R di dimensioni 610 per 90 m (2 001 per 295 ft) e la 11R/29L da 410 per 90 m (1 345 per 295 ft).
L'aeroporto è aperto sia al traffico commerciale che turistico.